# Ширгу, Маргарита
Маргарита Ширгу (также ошибочно Ксиргу; исп. Margarita Xirgu Subirá, кат. Margarida Xirgu i Subirà; 18 июля 1888, Молинс-де-Рей — 25 апреля 1969[…], Монтевидео) — испанская и аргентинская актриса, театральный режиссёр, педагог.

## Биография
Маргарита Ширгу родилась 17 июля 1888 года в Молинс-де-Рей. В 1896 году семья переехала в Барселону. В юности, в Барселоне, играла в любительских спектаклях, в пьесах местных авторов, которые писали на каталонском языке. Уже в 1906 году она обрела известность сыграв роль Бланки в спектакле «Море и небо» А. Гимера на сцене профессионального театра «Ромеа». В 1907 году умер отец Маргариты, и она стала кормилицей семьи: матери и младшего брата.
С 1908 по 1914 год выступала в театре «Принсипаль» (Барселона). С 1914 года выступала в Мадриде, с успехом исполняя роли в пьесах современных драматургов, играла бытовые и трагедийные роли. Прославилась исполнением ролей в пьесах Гарсиа Лорки. Трагедийный талант в полной мере раскрылся в спектакле «Медея».
С 1933 года выступала на Кубе и в Мексике. В 1939 году к власти пришёл Франко, и Маргарита Ширгу отказалась от возвращения на родину. Актриса перебралась в Аргентину, где началась её деятельность в качестве режиссёра театра. Она ставила классическую и современную драматургию. Маргарита Ширгу руководила Национальным театром в Монтевидео (Уругвай).

## Творчество

### Роли в театре
- «Море и небо» А. Гимера — Бланка[6]
- «Зло, которое нам причиняют» Бенавенте — Валентина[5]
- «Марианела» по одноимённой повести Переса Гальдоса — Марианела[5]
- 1927 — «Марьяна Пинеда[исп.]» Гарсиа Лорки — Марьяна Пинеда (театр Гойя[кат.], Барселона)[5]
- 1930 — «Чудесная башмачница[исп.]» Гарсиа Лорки — Башмачница (театр Эспаньоль[исп.], Мадрид)[5]
- 1933 — «Медея» Сенеки — Медея (в римском театре в Мериде)[5]
- 1934 — «Йерма[исп.]» Гарсиа Лорки — Йерма (театр Эспаньоль)[5]
- 1935 — «Донья Росита, девица, или Язык цветов» Гарсиа Лорки — Донья Росита («Принсипаль»[исп.], Барселона)[5]

### Постановки в театре
- 1941 — «Дама зари[исп.]» Касоны (театр «Авенида»), Буэнос-Айрес)[5]
- 1945 — «Дом Бернарды Альбы» Гарсиа Лорки (театр «Авенида»)[5]